# ایمپول سوال
ایمپول سؤال (صربی: Импол Севал) شرکت معادن و فلزات صربستانی است، که در سال ۱۹۹۱ تأسیس شد.